# Lancé
Lancé är en kommun i departementet Loir-et-Cher i regionen Centre-Val de Loire i de centrala delarna av Frankrike. Kommunen ligger i kantonen Saint-Amand-Longpré som tillhör arrondissementet Vendôme. År 2022 hade Lancé 474 invånare.

## Befolkningsutveckling
Antalet invånare i kommunen Lancé
| Referens: INSEE |